# Ljetnikovac Gazarović-Bartučević u Visu
Ljetnikovac Gazarović-Bartučević u gradiću Visu, Vinogradarska 8a/8, zaštićeno kulturno dobro.

## Opis dobra
Pjesnik Marin Gazarović izgradio je svoj ljetnikovac u Visu, na predjelu Kut. Kamena katnica okružena vrtom s popločanim dvorištem okruženim zidom ima odlike kasne renesanse 17. stoljeća. Na dvorišnim vratima uklesani su pjesnikovi stihovi na hrvatskom jeziku, a na pročelju kuće je uzidan grb Gazarovića s natpisom koji spominje da ga je klesao sam pjesnik.

## Zaštita
Pod oznakom Z-6287 zaveden je kao nepokretno kulturno dobro - pojedinačno, pravna statusa zaštićena kulturnog dobra, klasificirano kao "stambene građevine".